# Tetragnatha biseriata
Tetragnatha biseriata este o specie de păianjeni din genul Tetragnatha, familia Tetragnathidae, descrisă de Thorell, 1881. Conform Catalogue of Life specia Tetragnatha biseriata nu are subspecii cunoscute.